# Денніс (ураган)
Ураган «Денніс» (англ. Hurricane Dennis) — великий ураган 4 категорії у Карибському басейні та в Мексиканській затоці, який сформувався під час рекордного сезону ураганів в Атлантиці 2005 року. Денніс був четвертим названим штормом, другим ураганом і першим великим ураганом сезону. Ураган, який сформувався в липні, став найсильнішим ураганом в Атлантиці, коли-небудь утворюваним до серпня того часу, пізніше його перевершив Ураган Емілі.
Денніс двічі обрушився на Кубу як ураган 4 категорії за шкалою Саффіра-Сімпсона і обрушився на берег у Флориді Панхендл у США як шторм 3 категорії, який стався менше ніж через рік після руйнівного урагану Іван. Денніс вбив загалом 88 людей і завдав збитків Сполученим Штатам у розмірі 2,5 мільярда доларів (2005  доларів США ), не враховуючи збитків у Карибському басейні.

## Метеорологічна історія

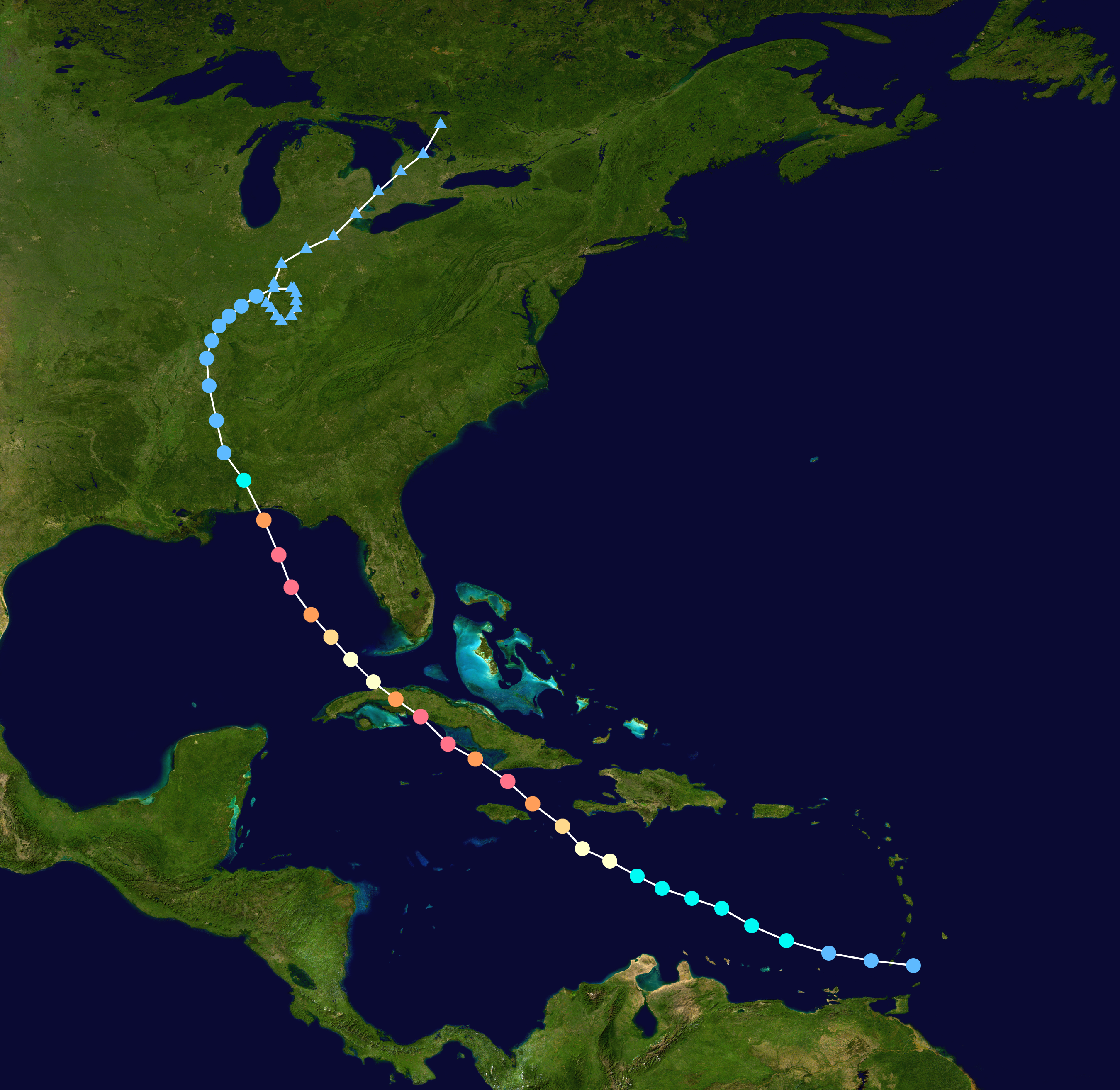
Траєкторія руху Урагану Денніс

Тропічна хвиля , яка стала Деннісом, була ідентифікована Національним центром ураганів 26 червня 2005 року, над Африкою. Пізніше 29 червня виникла над Атлантичним океаном і швидко просунулася на захід.  Посушливі умови над Сахарою спочатку гальмували розвиток, хоча хвиля знайшла більш сприятливі умови та посилилась у тропічну депресію 4 липня під час наближення до Навітряних островів. Депресія незабаром охопила острівну країну Гренаду перед входом до Карибського басейну, де все більш сприятливі фактори навколишнього середовища, такі як низький зсув вітру та висока температура поверхні моря, сприяли інтенсифікації. Повернувшись із заходу на північний-захід, система досягла статусу тропічного шторму 5 липня і статусу урагану наступного дня. Утворення чітко вираженого ока та густі хмари в центрі свідчили про посилення Денніса до сильного урагану 7 липня. Згодом ураган пройшов через Ямайку, принісши смертельні повені як на Ямайку, так і на Гаїті.
Потужний шторм незабаром обрушився на провінцію Гранма, Куба, як ураган 4 категорії рано 8 липня; сильні вітри обрушились на провінцію і завдали великої шкоди. Ненадовго ослабнувши через взаємодію із землею, Денніс швидко відновив свою силу. Паралельно з південно-західним узбережжям Куби Денніс досяг піку вітру 150 миль на годину (240 км/год) пізніше того ж дня, перш ніж здійснити другий вихід на берег у країні, цього разу в провінції Матансас. Взаємодія з горами Куби викликала значне ослаблення; однак, як тільки Денніс увійшов в  Мексиканську затоку 9 липня швидко реорганізував ся в сприятливих умовах. Ураган втретє досяг 4-ї категорії сили 10 липня, коли він наблизився до Флориди, досягнувши найнижчого барометричного тиску 930 мбар (гПа; 27,46  дюйма рт.ст. ). Це визначило Денніс як найсильніший ураган в Атлантичному басейні, який утворився до серпня; однак цей рекорд був побитий лише через шість днів ураганом Емілі , який випередив Денніса і отримав статус 5 категорії. Ослаблення настало, коли ураган наближався до Флориди Панхендл, і шторм в кінцевому підсумку обрушився на острів Санта-Роза 10 липня як ураган 3 категорії. Послаблення тривало, оскільки циклон просувався далі вглиб країни, і шторм швидко втратив статус тропічного циклону. Однак залишки циркуляції Денніса залишалися, перетинаючи долину річки Міссісіпі та долину річки Огайо, перш ніж остаточно розсіятися над Онтаріо 18 липня.

## Підготовка

### Карибський басейн
На Гаїті чиновники евакуювали жителів уздовж узбережжя, але зазначили, що багато хто з них не евакуювалися. На Кубі понад 600 000 жителів були переміщені зі своїх будинків до притулків в очікуванні приходу урагану. Усі школи були закриті, а більшість рейсів у країні призупинено або скасовано.
7 липня відділення Червоного Хреста на Кайманових островах відкрило притулки і поставило 120 волонтерів у режим очікування. Школи та державні установи закриті на час проходження Денніса.

### Сполучені штати
У Сполучених Штатах губернатори Флориди, Алабами , Міссісіпі та Луїзіани оголосили надзвичайний стан у своїх штатах. О 6 ранку CDT (23:00 UTC) 9 липня 2005 року всі смуги на південь на міжштатній автомагістралі 65 від Мобіла до Монтгомері, штат Алабама, були закриті. Рух було перенаправлено, усі чотири смуги рухалися на північ, щоб дозволити евакуацію. В Алабамі жителям усіх частин округу Мобіл ', а також тих, хто на південь від I-10 в окрузі Болдуін, було наказано евакуюватися. Подібні накази були видані в Міссісіпі для частини сокруги Джексон, Хенкок і Харрісон; і для прибережних районів Флориди Панхандл, що тягнеться від округу Ескамбія до округу Бей.Так само військові об’єкти, такі як NAS Pensacola, Whiting Field, Eglin AFB, Hurlburt Field і Tyndall AFB, були евакуйовані за кілька днів до шторму. Крім того, представники Червоного Хреста відкрили 87 притулків по всьому штату, які змогли вмістити близько 14 000 евакуйованих.
У Флориді близько 50 000 туристів у Кісі були змушені евакуюватися до 8 липня. База ВПС МакДілл у Тампі евакуювала свої літаки на базу Військово-повітряних сил МакКоннелл поблизу Вічіти, штат Канзас. 700 000 людей у Флориді було евакуйовано, 100 000 з них лише в окрузі Ескамбія. В результаті великої евакуації понад 200 вантажівок забезпечили близько 1,8 мільйона галонів бензину. Червоний Хрест також перемістив 60 пересувних їдалень, здатних обслуговувати 30 000 гарячих страв щодня, до плацдармів Хаттісберг і Джексон. Нацгвардійців було мобілізовано, а чотири бригади швидкої медичної допомоги, кожна з яких була здатна створити невеликий польовий госпіталь, були в готовності. Крім того, на базі ВПС Еглін було евакуйовано близько 20 000 військовослужбовців, а на Херлберт-Філд, де знаходиться 16-е крило спеціальних операцій ВПС, було наказано обов’язкову евакуацію для всіх 15 000 льотчиків та їхніх сімей.

## Наслідки
| Країна                                            | Загиблі | Збиткі (USD) | Ref.                 |
| ------------------------------------------------- | ------- | ------------ | -------------------- |
| Гаїті                                             | 56      | $50 млн      | [ 24 ] [ 25 ]        |
| Ямайка                                            | 1       | $34,5 млн    | [ 26 ] [ 27 ] [ 28 ] |
| Куба                                              | 16      | $1,4 млрд    |                      |
| США                                               | 15      | $2,5 млрд    |                      |
| Загальна                                          | 88      | $3,98 млрд   |                      |
| Через різні джерела підсумки можуть не збігатися. |         |              |                      |

### Кариби
Сильний дощ із зовнішніх смуг Денніса спричинив масові повені та зсуви на Гаїті. У результаті потоків загинули щонайменше 56 людей, ще 36 отримали поранення, ще 24 зникли безвісти. Щонайменше дев'ять із смертельних випадків сталися, коли в Гранд-Гоав обвалився міст. Було завдано великої матеріальної шкоди: було зруйновано 929 будинків і ще 3058 пошкоджено, в результаті чого 1500 сімей залишилися без даху над головою. Збитки склали 50 мільйонів доларів США.
Денніс приніс проливний дощ на Ямайку, з піком накопичення в 24,54 дюйма (623 мм) у Mavis Bank — подія 1 на 50 років. Виникли масові повені, які пошкодили або знищили численні будинки та підприємства. Розлив кількох річок спричинив евакуацію в кількох містах і залишив багатьох на мілині. Найбільше постраждали парафії Сент-Томас і Портленд . Загалом там загинула одна людина, а збитки перевищили 2,128 мільярда юанів (34,5 мільйона доларів США). 
Звідти шторм перемістився на Кубу , в результаті чого загинули 16 людей і завдано збитків в розмірі 1,4 мільярда доларів, коли він пронісся по острову, зруйнувавши будинки, поваливши дерева та лінії електропередач. По всій країні випали сильні дощі, кількість яких досягала 1092 міліметрів (43,0 дюйма), що зробило Денніс найбільш вологим штормом на острові з часів урагану «Флора» 1963 року. Згідно з повідомленнями кубинського уряду, було пошкоджено 120 000 будинків, 15 000 з яких були знищені. Промисловість цитрусових та овочів також була спустошена, оскільки найбільше постраждали основні сільськогосподарські регіони Куби. Тим не менш, Фідель Кастро публічно відмовився від допомоги США після шторму на знак протесту проти чинного торгового ембарго США проти Куби, заявивши, що «Якби вони запропонували 1 мільярд доларів, ми б сказали ні». У ретрансляційних звітах кубинських метеорологів стверджується, що в Сьєнфуегосі було виявлено пориви до 149 миль на годину (240 км/год) , 85% ліній електропередачі вийшли з ладу, а комунікаційна інфраструктура була значною мірою пошкоджена. Денніс був більш руйнівним, ніж ураган «Чарлі» минулого року, і вважався найгіршим ураганом, який обрушився на Кубу після урагану «Флора» в сезоні 1963 року.

### США

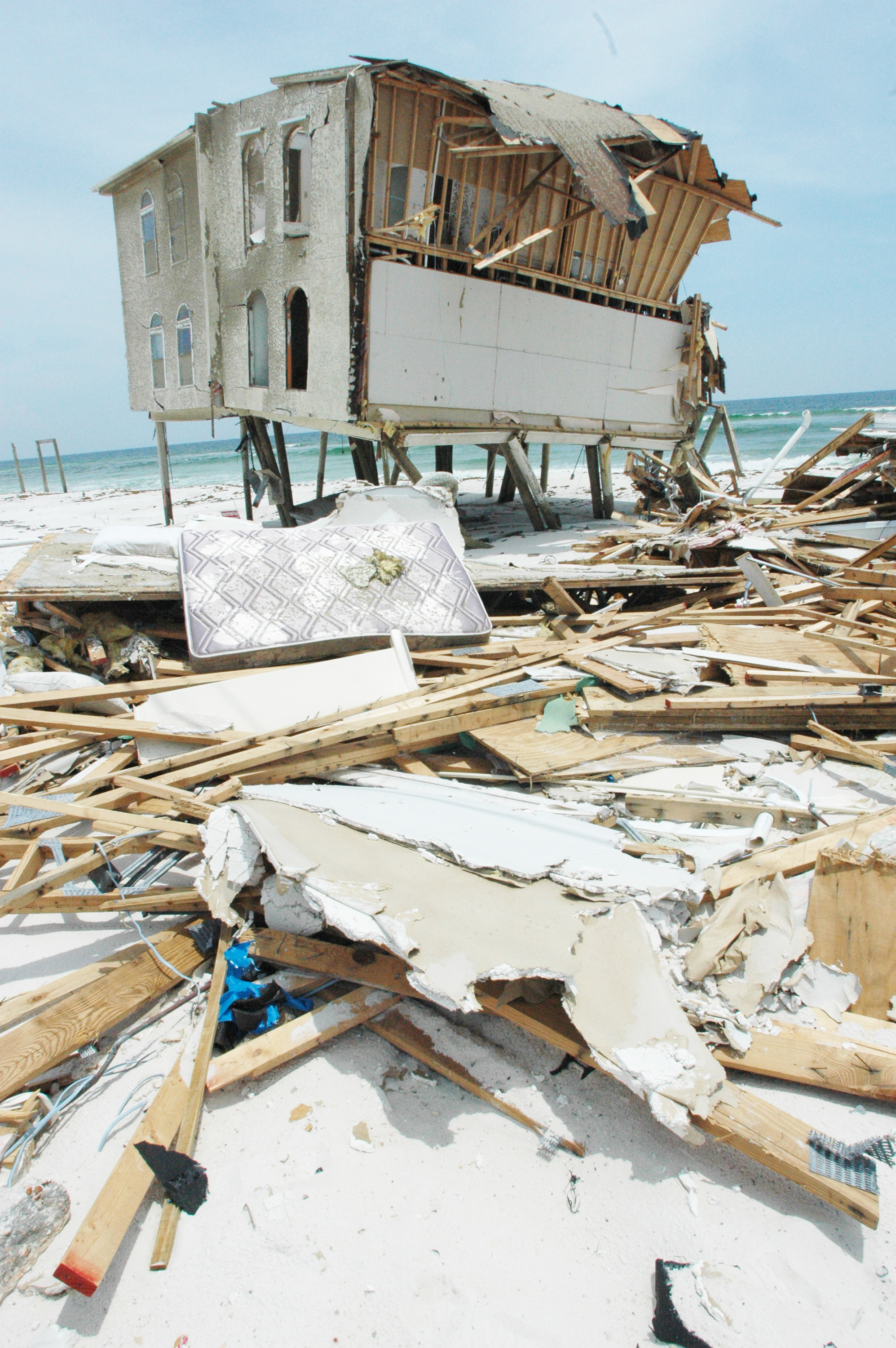
Будинок на пляжі в Наварр-Біч, штат Флорида, значною мірою зруйнований ураганом Денніс

У Сполучених Штатах пошкодження були не такими високими, як очікувалося, головним чином тому, що Денніс був компактнішим і рухався швидше, ніж передбачалося спочатку. Денніс вийшов на берег приблизно за 30 миль (48 км) на схід від місця, де ураган «Іван» обрушився на берег 10 місяців тому, але не завдав такої шкоди, як Іван, через компактні розміри, швидший шлях і через те, що територія була не повністю перебудований з минулого року. Денніс рухався приблизно на 7 миль на годину (11 км/год) швидше, ніж Іван на берегу, і мав ураганний вітер, який простягався лише на 40 миль (64 км) від його центру, порівняно з радіусом Івана в 105 миль (170 км). Під час розпалу шторму Денніс викликав штормові нагони висотою до 9 футів (2,7 м) у затоці Апалачі і на висоті до 7 футів (2,1 м) на Флориді Панхандл, і залишили без електроенергії 680 тисяч споживачів у чотирьох південних штатах.
На півдні Флориди пошкодження в основному обмежувалися помірними поривами вітру; в окрузі Маямі-Дейд поривчастий вітер вибив кілька світлофорів уздовж, єдиного маршруту до та з Флорида-Кіс . Чоловік помер у Форт-Лодердейлі, коли він наступив на збитий електричний дріт і був вбитий струмом. Пошкодження були переважно незначними і обмежувалися зовнішніми смугами дощу та торнадо в Центральній Флориді. Повідомляється, що в районі Тампа-Бей сформувалися кілька торнадо, які завдали незначних пошкоджень, таких як повалені дерева та лінії електропередач. Найсерйозніша шкода сталася на Флориді Панхандл. На пляжі Наварри, повідомлялося про тривалі вітри зі швидкістю 98 миль на годину (158 км/год) з піковими поривами 121 милю на годину (195 км/год), тоді як вежа в аеропорту Пенсакола повідомляла про тривалі вітри зі швидкістю 82 милі на годину (132 км). /год) і максимальний порив 96 миль на годину (154 км/год). Мілтон отримав 7,08 дюйма (180 мм) опадів, що є найбільшою кількістю опадів у Флориді, викликаної ураганом. Про значні пошкодження більшості споруд не повідомлялося; однак спочатку страховики підрахували, що Денніс завдав 3–5 мільярдів доларів страхового збитку, або приблизно 6–10 мільярдів доларів США (оцінки застрахованих збитків, як правило, вважаються приблизно половиною загальної суми збитків). Однак NHC повідомила, що загальний збиток у Сполучених Штатах становить лише 2,5 мільярда доларів із застрахованим збитком у розмірі 1,115 мільярда доларів.
В Алабамі тривалий вітер досяг мінімальної сили урагану у внутрішній частині штату. Загалом 280 000 людей в Алабамі зазнали відключення електроенергії під час шторму. Жодних смертей не було, а загальний збиток склав 127 мільйонів доларів (2005 доларів США), в основному через пошкодження конструкції. Були також серйозні пошкодження посівів бавовни. У Міссісіпі пошкодження були не такими серйозними, як передбачалося раніше. Коли Денніс вплинув на штат, повідомлялося про штормовий приплив на 2 фути (0,61 м)–4 фути (1,2 м) вище норми. Кількість опадів під час урагану в середньому становила від 1 до 5 дюймів (2,5–12,7 см), і мінімальний барометричний тиск 994,2 мб був зареєстрований поблизу Паскагули. Пориви вітру досягли максимальної швидкості 59 миль на годину (95 км/год), через що кілька сотень дерев вирвали або зламали, загалом пошкодивши 21 будинок і підприємства.

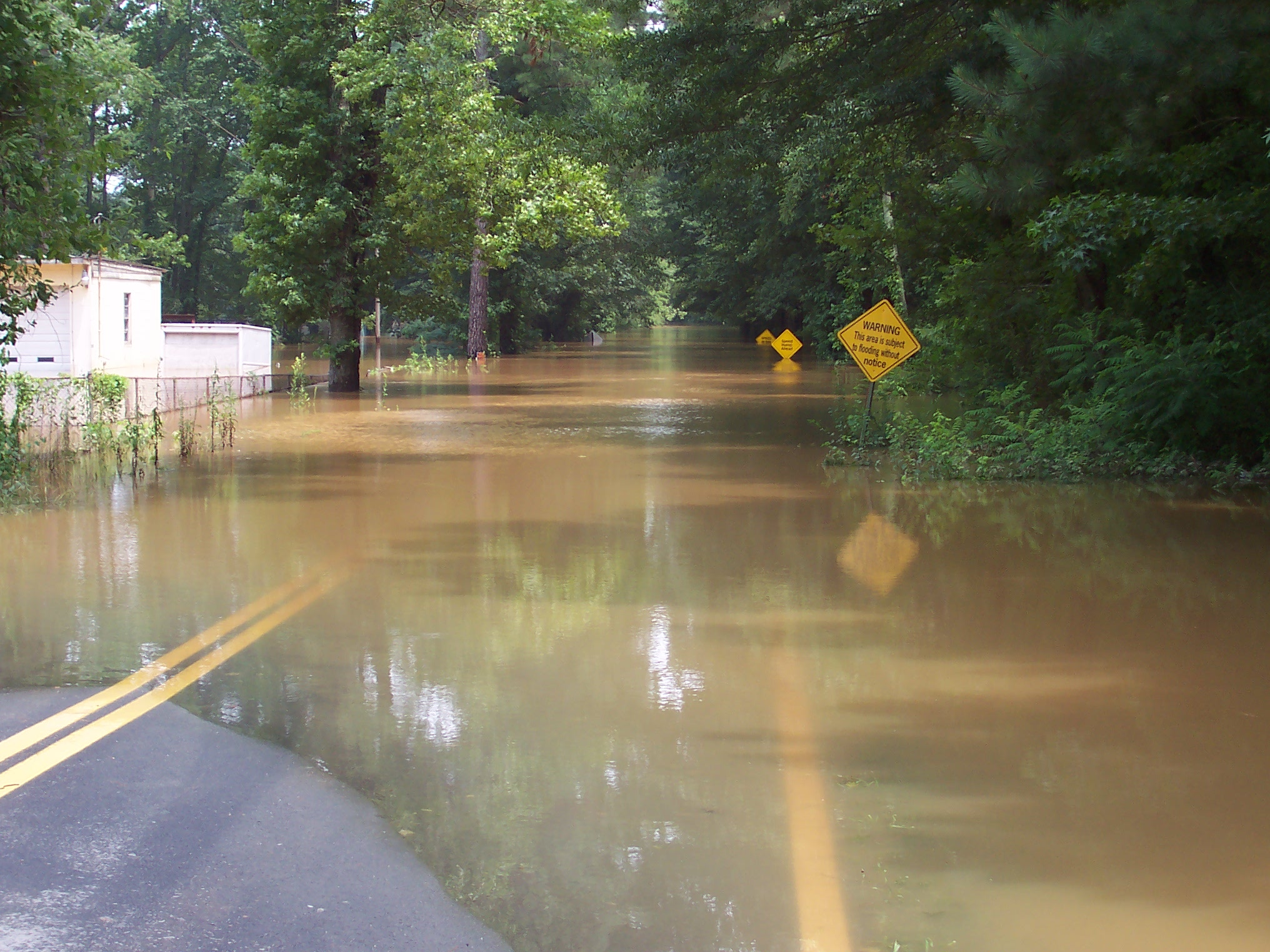
Повінь, спричинена Деннісом на Світвотер-Крік у Літіа-Спрінгс, штат Джорджія

Денніс викликав щонайменше 10 торнадо в США.  У деяких районах штатів Алабама та Джорджія через шторм випало понад 10 дюймів (25 см) дощу (див. графік кількості опадів ). Частина штату Джорджія, де кілька днів тому пройшов сильний дощ від урагану Сінді , постраждала від сильної повені, а на околицях столичного району Атланти повідомлялося про сильні повені.
У Сполучених Штатах було повідомлено про 15 смертей внаслідок шторму (14 у Флориді), у тому числі одна в окрузі Уолтон,  три в окрузі Бровард, три в окрузі Шарлотт, по одному в окрузі Нассау та Ескамбія,  і один у Декейтері, штат Джорджія. У Мексиканській затоці шторм призвів до серйозного внесення до списку Thunder Horse PDQ , нафтової вишки BP приблизно в 240 милях (390 км) на південний-схід від Нового Орлеана, штат Луїзіана.

## Замітки
Через велику кількість збитків і смертей у Карибському басейні та Сполучених штатах ім’я Денніс було вилучено навесні 2006 року і більше ніколи не буде використовуватися для урагану в Атлантиці. Його замінив Дон, який вперше був використаний під час сезону ураганів 2011 року. Денніс був одним із п'яти імен, які вийшли на пенсію в 2005 році — поряд з Катріною, Рітою, Стеном і Вільмою; це найбільша така кількість з 1955 року.